# Barbeya oleoides
Barbeya oleoides je jediný zástupce čeledi Barbeyaceae vyšších dvouděložných rostlin z řádu
růžotvaré (Rosales). Je to nevelký strom připomínající olivovník. Má jednoduché vstřícné listy a bezkorunné drobné květy. Vyskytuje se v severovýchodní Africe a Arábii.

## Popis
Barbeya oleoides je nevelký dvoudomý strom podobný olivovníku (Olea europaea), s jednoduchými vstřícnými listy bez palistů. Čepel listů je kopinatá, celokrajná, se zpeřenou žilnatinou a se spodní stranou hustě plstnatou. Květy jsou malé, pravidelné, v úžlabních, krátce stopkatých vrcholících.
Kalich je ze 3 až 4 lístků srostlých na bázi. Koruna chybí. Tyčinky v samčích květech jsou volné, v počtu 6 až 9 (až 12). Gyneceum je svrchní, z 1 až 3 volných nebo částečně srostlých plodolistů. Čnělky jsou volné. V každém plodolistu je 1 vajíčko. Plodem je oříšek nebo několik oříšků srostlých na bázi.

## Rozšíření
Druh se vyskytuje v severovýchodní Africe (Etiopie, Somálsko a Eritrea) a v přilehlé oblasti Arábie. Je místy hojný na přechodu mezi suchými horskými lesy a stálezelenou
nížinnou křovitou vegetací.

## Ekologické interakce
Opylování probíhá větrem.

## Taxonomie
Cronquist i Dahlgren řadili tuto čeleď do řádu kopřivotvaré (Urticales).
V Tachtadžjanově systému je řazena do samostatného řádu i nadřádu v rámci podtřídy Hamamelididae.
Podle kladogramů APG jsou sesterskou skupinou čeledi řešetlákovité (Rhamnaceae), hlošinovité (Elaeagnaceae) a Dirachmaceae.